# أبو وجزة السعدي
أَبُو وَجْزَةَ يَزِيدُ بْنُ عُبَيْدٍ الظفري السُلَميْ (نسبا) السعدي (حلفا) الْمَدَنِيُّ تابعي أصله من بني سليم عاش مع بني سعد فنسب لهم لَه إِدْرَاك ومحدث ثقة من أَعْيَانِ شُعَرَاءِ بَنِي سَعْدِ بْنِ بَكْرٍ، صَدُوقٌ. وقدم مع عمر بن الخطاب للشام سكن المدينة المنورة وتوفي فيها سنة ثَلاثِين ومائة

## نسبه
يعود نسب أبو وجزة بن عبيد الى بني سليم ثم الى بطن بني ظفر من سليم وذكر في خبر طويل ان اباه عبيد السلمي أصابه سبي في عصر الجاهلية فاشتراه وهيب بن خالد السعدي ثم اعتقه فانتسب الى قومة وذكر الأصفهاني في الأغاني خبر والده فقال.
| أبو وجزة السعدي | كان عبيد أبو أبي وجزة السعدي عبد بيع بسوق ذي المجاز في الجاهلية فابتاعه وهيب بن خالد بن عامر بن عمير بن ملان بن ناصرة بن فصية بن نصر بن سعد بن بكر بن هوازن فأقام عنده زمانا يرعى إبله ثم إن عبيدا ضرب ضرع ناقة لمولاه فأدماه فلطم وجهه فخرج عبيد إلى عمر بن الخطاب رضي الله عنه مستعديا فلم قدم عليه قال يا أمير المؤمنين أنا رجل من بنو سليم ثم من بني ظفر أصابني سباء في الجاهلية كما يصيب العرب بعضها من بعض وأنا معروف النسب وقد كان رجل من بني سعد ابتاعني فأساء إلي وضرب وجهي وقد بلغني أنه لا سباء في الإسلام ولا رق على عربي في الإسلام فما فرغ من كلامه حتى أتى مولاه عمر بن الخطاب رضي الله تعالى عنه على أثره فقال يا أمير المؤمنين هذا غلام ابتعته بسوق ذي المجاز وقد كان يقوم في مالي فأساء فضربته ضربة والله ما أعلمني ضربته غيرها قط وإن الرجل ليضرب ابنه أشد منها فكيف بعبده وأنا أشهدك أنه حر لوجه الله تعالى فقال عمر لعبيد قد امتن عليك هذا الرجل وقطع عنك مؤنة البينة فإن أحببت فأقم معه فله عليك منة وإن أحببت فالحق بقومك فأقام مع السعدي وانتسب إلى بني سعد بن بكر بن هوازن وتزوج زينب بنت عرفطة المزنية فولدت له أبا وجزة | أبو وجزة السعدي |

فبقي ابوه عبيده في بني سعد فولد بينهم أبو وجزه.

## روايته للحديث النبوي
- روى عن: سعيد بن المسيب القرشي, وعطاء بن يزيد الجندعي، وعمارة بن خزيمة الأنصاري، وعمر بن أبي سلمة القرشي, عمران بن حدير السدوسي, (وأبيه) عُبيد السعدي
- روى عنه: إبراهيم بن إسماعيل الأنصاري، سليمان بن بلال القرشي, عبد الرحمن بن إبراهيم القاص، والحميدي عبد الله بن الزبير، عبد الله بن جعفر السعدي، عبد الله بن محمد القرشي، ابن إسحاق القرشي، محمد بن صالح التمار, منصور بن المعتمر السلمي، هشام بن عروة الأسدي, ابن بلال بن سعد السكوني، إبراهيم بن وثيمة النصري، يحيى بن سعيد، زياد بن حشرج، عبد الله بن محمد الجمحي
- الجرح والتعديل: وثّقة أبو حاتم بن حبان وابن حجر العسقلاني والذهبي ومحمد بن سعد ويحيى بن معين وأما أبو حاتم الرازي قال فيه: (لا بأس به صاحب قرآن)[8][9]

## نبذه عنه
كان أبو وجزة حافظً ثقة مُلم في دينه فكان يُعلم أولاده القرآن ويكتبه لهم في الرمل حتى حفظوه وقرأوه وقال فيه أبو العلاء: (وكان أحد القراء والمجيدين من الشعراء) وله قصة مع عمر بن الخطاب وخالد بن الوليد وهي
لما أتى عمر بن الخطاب الشام نهي الناس أن يمدحوا خالد بن الوليد فدخل أبو وجزة السعدي على عمر وخالد عنده متلثم فقال أها هنا خالد فحسر خالد لثامه وقال ها أنذا خالد فقال والله إنك لأصبحهم خدا وأكرمهم جدا وأوسعهم نجدا وأبسطهم يدا فلم ينهه عمر ثم رأى عمر أبا وجزه بالمدينة فقال ألم أنه عن مدح خالد عندي فقال أبو وجزة يا أمير المؤمنين من أعطانا مدحناه ومن حرمنا سببناه كما يسب العبد ربه فقال عمر : يا أبا وجزة وكيف يسب العبد ربه قال : من حيث لا يعلم ولا يسمع يا أمير المؤمنين.
وفي وصف العرب (الرب) تعني مالك العبد وأيضاً تعني الله جل وعلا ولكن مقصد أبو وجزه مالك العبد وأستقبل المعنى عمر أنه يقصد الله

## شعره
أشتهر التابعي أبي وجزة في شعره عن البقيه في شعره وفصاحته وهو أحد من القُرّاء واخذ منه هشام ومحمد بن إسحاق وقال ابن الجزري في ترجمته له : (وردت عنه الرواية في حروف القرآن) وقال فيه ابن الأنباري في كتابه (الزاهر) إذ قال : قرأ أبو وجزه السعدي: (إنا هِدْنا إليك) بكسر الهاء، وقد وصفته جميع المصادر التي ترجمت له بالشعرية المتقدمة, فابن قتيبة يقول فيه (كان شاعراً جيداً) ويصفه ابن سعد في طبقاته فيقول : (كان ثقة قليل الحديث، شاعراً عالماً) وحينما يترجم له أصحاب المعاجم يصفونه باشاعرية ويحسن بنا أن نقف وقفات عابره عند موضوعاته الشعرية التي طرقها وسوف نذكر بعضها
من ذلك قوله:
يا دارَ أَسماءَ قَد أَقوت بِأَنشاجِ كَالوَشمِ أَو كَإِمامِ الكاتِبِ الهاجي
فَكَلُّ أَمعَزَ مِنها غَير ذي وَحَجٍ وَكلّ دارة هَجلٍ ذاتِ أَوحاجِ
أَودى بِها كُلُّ رَجّافِ الضّحى هَزِمٍ وَعاصِفٍ لِنُخالِ التُربِ نَسّاجِ
وقال يناجي صاحبية قائلاً
يا صاحِبَيَّ اِنظُرا هَل تُؤنِسان لَنا بَين العَقيقِ وَأَوطاسٍ مِنَ اِحداج
وهي من ديار بني سعد بن بكر وهذا ما كان يقصده أبي وجزة 
وإذا وقف ليمدح لم يكن يسلك سُبُل المبالغة على عادة الكير من الشعراء، وبرما أمكن لن ا نقول فيه ماقيل في زهير بن أبي سلمى

فمنها قال يمدح عبد الملك بن يزيد السعدي, الذي نُدب لقتال أبي حمزة(المختار بن عوف بن سليمان)
قُــل لِأَبــي حَــمــزَةَ هـيـدِ هـيـدِ جِـئنـاكَ بِـالعـادِيَـة الصِـنـديـدِ
بِـالبَـطَـلِ القَـرم أَبـي الوَليـدِ فـارِس قَـيـسٍ نَـجـدِهـا المَـعـدودِ
فـي خـيـلِ قَـيسٍ وَالكماةِ الصّيدِ كَـالسَـيـفِ قَـد سُـلَّ مِـنَ الغُـمـودِ
مــحــضٍ هِــجــانٍ مــاجِـدِ الجُـدودِ في الفَرع مِن قَيسٍ وَفي العَمودِ
فــدىً لعَــبــدِ المـلكِ الحَـمـيـدِ مــا لي مـن الطّـارِفِ وَالتَـليـدِ
يَـومَ تُـنـادي الخَـيـلُ بِـالصَعيدِ كَـــأَنَّهـــُ فــي جَــنَــن الحَــديــدِ
ســـيـــدٌ مُـــدِلّ بَـــذَّ كــلَّ ســيــدِ
وهيد هيد : تعني النجاة النجاة والعادية الصنديد : السادة الشجعان الأشداء
والقرم : السيد المعظم، والنجل : الشجاع البأس الماضي فيما يعجز عنه غيرة,
والصيد : جمع أصيد، وهو الذي يرفع رأسه كبرًا. والحمض : الخالص
والرجل الهجان : كريم الحسب نسبه، وفرع كل شيء : أعلاه. والمطارف : المال الحديث أو المستحدث ويقابله التالد، والجنن : جمع الجنة وهي كل ماوقى
والسّيد : الأسد وعزّ : فاق وغلب
وقال :
عَلى قَعودٍ قَد وني وَقَد لَغِب بِهِ مَسيحٌ وَبريحٌ وَصَخَب
لغب تعني : عطش، والمسيح : العرق. البريح : التّعب,

## وصلات خارجيَّة
بوابة الشعراء - أبو وجزة السعدي